# الأمل هو الشيء ذو الريش (قصيدة)

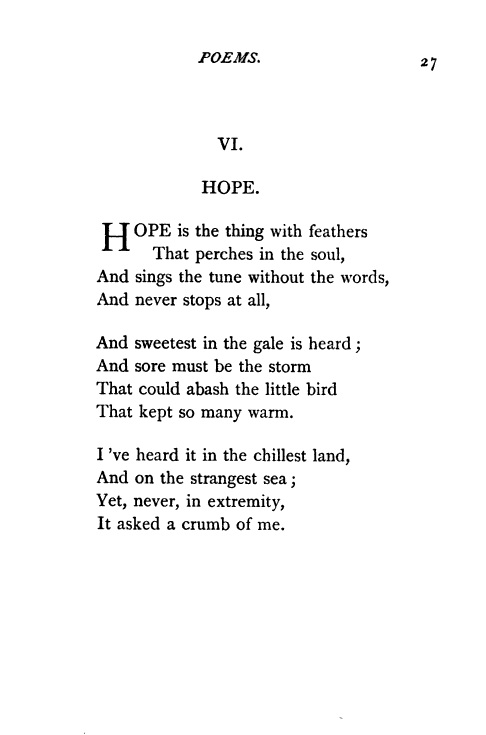
نُشرت القصيدة بعد وفاته تحت عنوان "الأمل" عام 1891

الأمل هو الشيء ذو الريش هي قصيدة غنائية في عداد القصيدة كتبها الشاعر الأمريكي إميلي ديكنسون . تظهر مخطوطة هذه القصيدة في الملزمة رقم 13، التي جمعها ديكنسون حوالي عام 1861. وهي واحدة من 19 قصيدة تضمها المجموعة، بالإضافة إلى قصيدة " هناك ميل معين من الضوء". اكتشاف الملزمة رقم 13 بعد وفاة ديكنسون على يد أختها لافينيا ديكنسون، تمّ نشر "الأمل هو الشيء ذو الرّيش" لاحقًا في عام 1891 في مجموعة من أعمالها تحت عنوان قصائد، والّتي تمّ تحريرها ونشرها. بقلم توماس وينتورث هيجينسون ومابيل لوميس تود.

## تاريخ النشر
تم تجميع "الأمل هو الشيء ذو الريش" لأول مرة في إحدى ملزمات ديكنسون المخيطة يدويًا، والّتي تمّت كتابتها وجمعها في عام 1861  في طبعة 1999 من قصائد إميلي ديكنسون: طبعة القراءة ، غيّر آر دبليو فرانكلين سنة الظّهور من 1861، حيث توجد المخطوطة ثلاثية الأبعاد، إلى  يُذكر في الملحق أنّ القصائد المرقمة من 272 إلى 498 كتبت خلال هذا العام، والّتي بلغت ثالث أكبر عدد من القصائد التي كتبها ديكنسون في الفترة من 1860 إلى 1865، في  النّسخة الّتي أدرجها ديكنسون في الملزمة كانت هي النّص ب، وفقًا لفرانكلين.  لا توجد مخطوطة ثلاثيّة الأبعاد حاليّة للنّسخة المكتوبة الأولى من هذا الاختيار. ظهرت عبارة "الأمل هو الشيء ذو الريش" لأول مرة مطبوعة في سلسلة قصائد لإميلي ديكنسون، السلسلة الثانية  تمّ نشره بواسطة روبرتس براذرز في بوسطن.
عند النّشر الأصليّ، أعاد توماس جيفرسون تقييم قصائدها ونسخها في عام 1955. لقد أصبحت أول مجموعة علميّة من أعمال ديكنسون. نسخة لأعمالها من ملزماتها مأخوذ من أقدم نسخة عادلة من أعمالها الشّعرية. ضمن مجموعة جونسون، "الأمل هو الشيء ذو الريش" هي القصيدة رقم 254 استخدمت فرانكلين، في طبعته من أعمالها، النّسخة العادلة الأخيرة من قصائدها.  تمّ وضع علامة عليه بالرّقم 314 في مجموعتها ويمكن العثور عليه تحت هذا في مختارات نورتون الشّعرية. 
الملزمة 13 هي النّسخة المجلّدة من شعرها المكتوب الّذي يحتوي على "الأمل هو الشّيء ذو الرّيش" المكتوب بخط يد ديكنسون. وفقًا للعمل الذي قام به فرانكلين، هناك أوجه تشابه في المواد المستخدمة في هذه الملزمة ومع الملزمات 11-13 و14، بالإضافة إلى الملزمات 9 و11 و12 تتضمّن بعض العلامات المميّزة للملزم 13 نمطًا منسوجًا من الأدوات المكتبيّة، مع ورق ذو مظهر كريميّ وعليه خط مسطّر أزرق. كما أنّها مزيّنة بأسلوب منقوش يحيط بالصّفحة "برأس ملكة فوق الحرف "L". لعرض المخطوطة الثّلاثية الأبعاد لهذا الكتاب شخصيًّا، تضمها مكتبة هوتون بجامعة هارفارد.

## تحليل

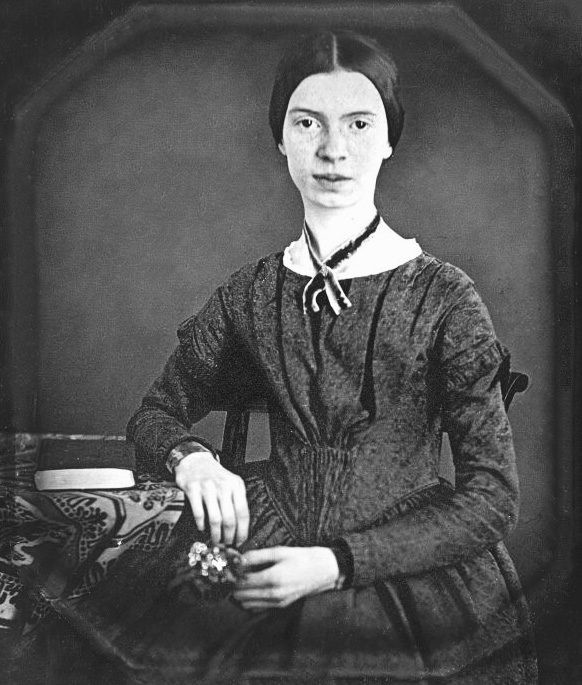
صورة داجيروتايب لإميلي ديكنسون، تم التقاطها عام 1848 أثناء حضورها مدرسة ماونت هوليوك.

في تحليلها للقصيدة، ذكرت الباحثة هيلين فيندلر أن القدم الافتتاحية للقصيدة "معكوسة"، مما يضيف المزيد من اللون والتأكيد على كلمة "الأمل".  يطبّق ديكنسون استخدام مقياس التّفاعيل طوال مدة القصيدة لتكرار استمرار "أغنية الأمل عبر الزّمن".  يحتوي معظم شعر ديكنسون على رباعيّات ويعمل في عدّاد ترنيمة، والّذي يحافظ على إيقاع متناوب بين أربع دقّات وثلاث دقّات خلال كل مقطع.  ""الأمل" هو الشّيء ذو الرّيش" مقسم إلى ثلاثة مقاطع، كل مجموعة تحتوي على أسطر متناوبة من مقياس رباعي التّفاعيل ومقياس ثلاثيّ التّفاعيل، يبلغ مجموعها اثني عشر سطرًا تمامًا.

### استمارة
في نص فيكتوريا إن. مورغان، إميلي ديكنسون وثقافة الترانيم: التقليد والخبرة، كتبت أنّ شعر ديكنسون ربما تأثر بثقافة التّرانيم في القرن الثامن عشر، مثل إسحاق واتس، وكاتبات التّرانيم النّسائية، فيبي هينسدال براون وإليزا لي فولين.  تفترض مورغان أنّ أعمالهم قد تمّ تقديمها إلى ديكنسون في وقت مبكّر من حياتها عندما كانت تحضر الكنيسة بانتظام. إنّها تعتقد أنّ "بساطة" شكل الترانيم أتاحت المجال لديكنسون لجعل هذا "هدفًا سهلاً للمحاكاة السّاخرة".

### موضوع القصيدة
تستدعي القصيدة صور المغامرات البحريّة باستخدام كلمتي "بحر" و"عاصفة". يستخدم ديكنسون استعارة تشبيه "الأمل" بالطّائر الّذي لا يختفي عندما يواجه مصاعب أو "عواصف". كتبت  أنّ ديكنسون تستمتع "بحافز إثارة الألغاز" ، وهو قيد الاستخدام وهي تلعب بفكرة أن يكون "الأمل" طائرًا. تشير ديكنسون إلى أنّ "الأمل" هو شيء لا يختفي عندما تتفاقم "العاصفة" و"العاصفة" ولا تزال أغنيتها تغنّى على الرّغم من شدّة كل ما يحاول الإطاحة بها.  كما تشير إلى أنه مهما فعل المتحدّث في القصيدة فإن "الأمل" لا يرحل حتّى لو لم يقدّموا له شيئا مقابل.

### علامات ترقيم
طوال القصيدة، يستخدم ديكنسون الشّرطات بحريّة، وينهي بها تسعة أسطر من أصل اثني عشر. بالإضافة إلى استخدام الشّرطات، تستخدم الحروف الكبيرة للأسماء الشّائعة، مثل "Hope" و"Bird" و"Extremity". كتبت الباحثة إينا يونج أن شرطات ديكنسون هي من بين "علامات التّشكيل الأكثر إثارة للجدل على نطاق واسع" في المناقشات الأدبيّة المعاصرة.  جون لينارد، في كتابه دليل الشّعر، ذكر أن قصائد ديكنسون تعتمد كثيرًا على استخدامها للشّرطات والأحرف الكبيرة لكلمات معينة وفواصل السّطور/ المقطع، مع وقوع "الأمل هو الشّيء ذو الرّيش" ضمن هذا التّصنيف. ويواصل القول بأن "لعبها المكثف [و] غير المتوقع" باستخدامها للأحرف الكبيرة والشّرطات يجعل شعرها "لا يُنسى". عند قراءة القصيدة بصوت عالٍ، تخلق الشّرطات توقفًا، مما يتسبّب في قراءة القصيدة القصيرة بإيقاع متقطّع. تدعي يونغ أنّ استخدام شرطات ديكنسون في شعرها يخلق "نفسًا واضحًا" للمتحدّث الّذي يلقي الشّعر. 

### الرموز
تصف ديكنسون في قصيدتها "الأمل" بأنه طائر، والذي يستخدم كناية عن فكرة الخلاص.  لدى ديكنسون تسعة أشكال مختلفة لكلمة "الأمل"، والتي يمكن تفسيرها بطرق متعددة.  كتبت مورغان أنّ ديكنسون غالبًا ما تكتب عن الطّيور عندما تصف أعمال العبادة، وهو ما يتزامن مع تنسيق التّرنيمة.  غالبًا ما يتمّ تمثيل الطّيور في الأيقونات المسيحيّة على أنها حمامة. تستخدم ديكنسون العديد من التّلميحات إلى الطّبيعة في قصائدها. في هذه القصيدة، تأخذ صورة الطّائر وعنف الطّقس لخلق توازن بين المدمّر والمفيد.  إنّه أيضًا تجاور بين العالم الدّاخلي والخارجي، حيث تعتبر الرّوح "داخلية" والعواصف التي تحاول تفكيك الأمل هي "خارجيّة". 
نظرًا لطبيعة قصائدها الشّبيهة بالألغاز، فضلاً عن الاستخدام المكثّف لمعجمها، يمكن تفسير عبارة "الأمل هو الشّيء ذو الرّيش" من خلال ظلال متعدّدة من المعنى.

## استقبال النقاد
يتم الإشادة بقصائد ديكنسون باعتبارها غامضة وغامضة وعادة ما تحتوي على فولتا، أو موضوع منعطف، في النهاية، مثل " لأنني لم أستطع التوقف عن الموت ". ""الأمل" هو الشيء ذو الريش،" على الرغم من أنه يمتلك صفة مماثلة، إلا أنه يعتبر "طفولي" من قبل بعض النّقاد بسبب بساطة العمل.  تتوسّع فيندلر في هذه الفكرة بالقول إنّها ترجع أيضًا إلى الطّريقة الّتي تبني بها ديكنسون قصائدها في الرّباعيات ووزن التّرانيم، والّتي يمكن اعتبارها تبسيطيّة.  يجادل مورغان أنّه بسبب "علاقة ديكنسون العدائية" بالمسيحيّة في القرن التّاسع عشر، فإنّ الشّاعرة تقدّم "إعادة تقييم للرّوحانية" من خلال هذه القصيدة باستخدام صورة الطّائر والمفهوم المسيحي لـ "الأمل". 

## أعمال مشتقة
تمّ تكييف أغنية "الأمل هو الشيء ذو الرّيش" مع الموسيقى التي ستؤديها الجوقات. هناك إصدارات متعدّدة من الأغنية. أبرز التّعديلات هي نسخة سوزان لابار الّتي تمّت كتابتها لجوقة النّساء وكان من المفترض أن تكون مصحوبة بالبيانو.  تمّ أيضًا إجراء تعديلات موسيقيّة إضافيّة للقصيدة بواسطة روبرت سيفينج وإيما لو ديمر وبول كيلي.
فرقة الرّيف البديلة Trailer Bride حملت ألبومها الأخير Hope Is a Thing with Feathers. عنوان الألبوم هو البديل لاسم القصيدة. مسار عنوان الألبوم هو اقتباس من القصيدة التي كتبها ديكنسون، حصلت على رصيدٍ كتابيّ.

## روابط خارجية
- ""الأمل" هو الشيء ذو الريش" على موقع مؤسسة الشعر
- جوقة الأطفال بجامعة ولاية ميشيغان تؤدي أغنية "الأمل هو الشيء ذو الريش".
- تريلر العروس "الأمل شيء ذو ريش".